# Heffingswet
In Nederland gelden de volgende heffingswetten op basis waarvan het rijk belasting heft:
- De Wet inkomstenbelasting 2001
- De Wet op de loonbelasting 1964
- De Wet op de vennootschapsbelasting 1969
- De Wet op de dividendbelasting 1965
- De successiewet 1956
- De Wet op belastingen van rechtsverkeer
- De Wet op de omzetbelasting 1968
- De Wet op de belasting van personenauto's en motorrijwielen 1992
- De Wet op de motorrijtuigenbelasting 1994
- De Wet belasting zware motorrijtuigen
- De Douanewet
- De Wet op de kansspelbelasting
- De Wet loonbelasting BES
- De Wet inkomstenbelasting BES
- De Belastingwet BES
- De Douane- en Accijnswet BES

Op grond van de hiervoor genoemde wetten worden rijksbelastingen geheven. Daarnaast heffen ook lokale overheden belastingen. De bevoegdheid daartoe ontlenen zij aan de Gemeentewet, de Provinciewet, de Waterschapswet, de Wet financiën openbare lichamen Bonaire, Sint Eustatius en Saba (FinBES) en de Wet belastingen op milieugrondslag.